# Cerrone

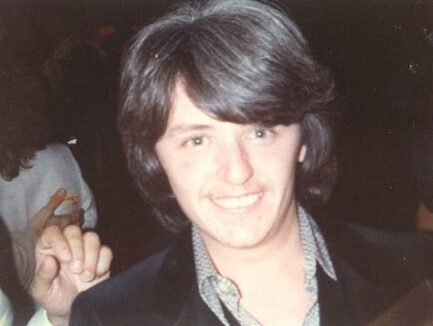
Cerrone 1977.

Cerrone, född Jean-Marc Cerrone, 24 maj 1952 i Vitry-sur-Seine utanför Paris är en fransk musiker och producent. Han fick sitt stora genombrott med albumet Supernature (Cerrone III) som sålde i över åtta miljoner exemplar i hela världen. Den största hiten var låten Supernature.

## Fotnoter
1. ↑  Babelio, Babelio författar-ID: 19951.[källa från Wikidata]
2. ↑  Who's Who in France, Who's Who in France: 31567.[källa från Wikidata]
3. ↑  Who's Who in France.[källa från Wikidata]
4. ↑  Gemeinsame Normdatei, läst: 25 juni 2015.[källa från Wikidata]